# Hansfordiopsis phaeospora
Hansfordiopsis phaeospora är en svampart som först beskrevs av Clifford George Hansford, och fick sitt nu gällande namn av Augusto Chaves Batista 1959. Hansfordiopsis phaeospora ingår i släktet Hansfordiopsis och familjen Micropeltidaceae.   Inga underarter finns listade i Catalogue of Life.